# 表万座スノーパーク
表万座スノーパーク（おもてまんざスノーパーク）は、群馬県吾妻郡嬬恋村に位置するスキー場。運営会社は鈴木商会。2011-2012シーズンから休業している。

## 概要

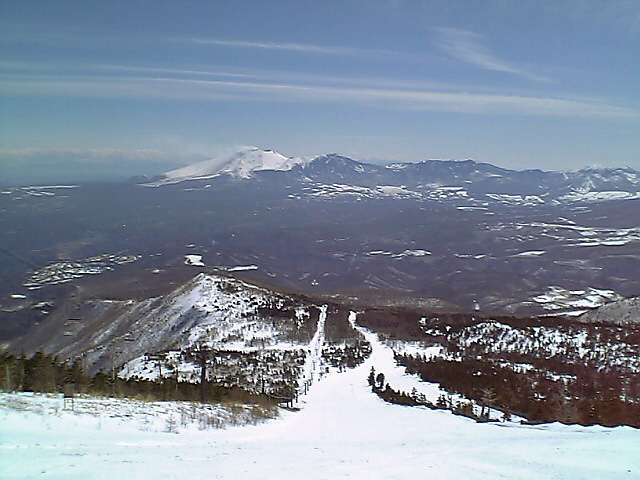
最上部からの眺望
奥は浅間山

本白根山の南斜面を滑り下りるスキー場で、視界を遮る山が遠く離れているため眺望に優れる。標高が高いため雪質は比較的良い。斜度は緩く下部ではカラ松の林間コースとなる。小学生（12歳）以下はリフト料金が無料であった。

## 沿革
- 1984年 - 表万座スキー場としてコクドにより開業。万座温泉スキー場のリフト券でも滑走可能だった。
- 2007年 - 3月25日まで旧コクドの経営を引き継いだプリンスホテルによる運営であったが同年3月26日よりアメリカのシティグループの投資会社が設立したウィンターガーデン・リゾーツ株式会社へ営業譲渡。その後さらに鈴木商会（グランドレジャー）に営業譲渡され、2007-2008シーズンより「表万座スノーパーク」と改称された。
- 2011年 - 2011年9月、経済情勢の悪化を理由に2011-2012シーズンの営業を休止する旨が告知された。以後2012、2013シーズン前にも引き続き公式サイトで休業の案内が告知・更新されていたが、2014年以降は更新されなくなった。2020年までは公式サイトが残されていたが、2021年にはドメイン切れで公式サイトも消滅し、再開は絶望的な状況となっている。

## 施設
- リフト

クワッドリフト1基（フード付）、ペアリフト2基
- センターハウス（スキーセンター）
- 駐車場（約1,500台,無料）

## アクセス
- 鉄道

吾妻線万座・鹿沢口駅から西武高原バスで約30分
- 自動車

上信越自動車道碓氷軽井沢ICより鬼押ハイウェー・万座ハイウェー約60km